# Centre André Malraux

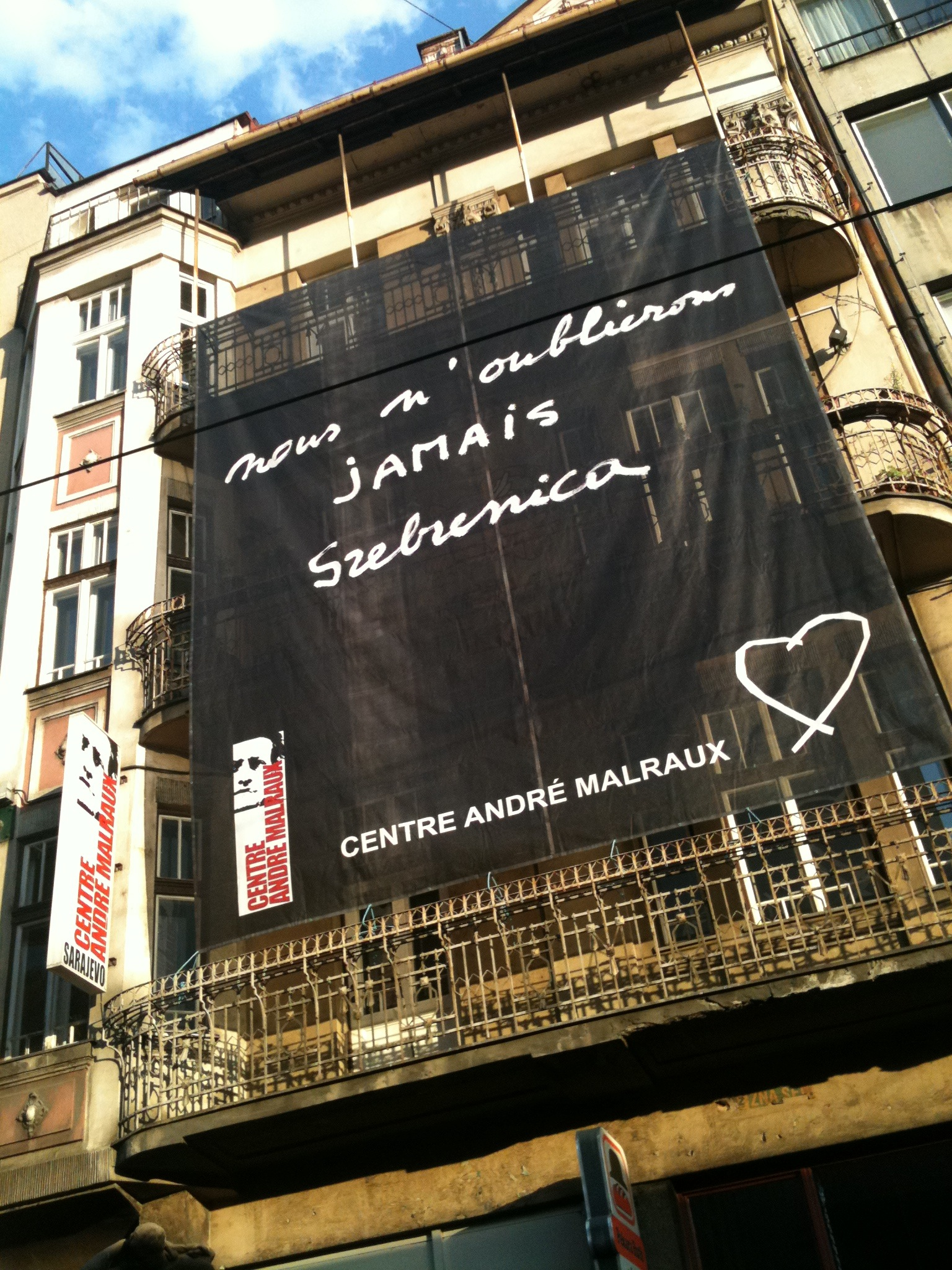
En juillet 2012, la façade du centre André Malraux à Sarajevo commémore le massacre de Srebrenica.

Le centre André Malraux, centre culturel français créé en juillet 1995 à Sarajevo à l'initiative de Francis Bueb, a été un lieu d’intenses activités artistiques et d’enseignement dans la capitale bosniaque durant les derniers mois de la guerre de Bosnie-Herzégovine et au cours des vingt années suivantes.

## Origine et rayonnement
Le centre André Malraux (CAM), initiative privée, s’est constitué dans la continuité de la librairie-galerie Paris-Sarajevo créée par Bueb en septembre 1994 dans la capitale bosniaque assiégée. Grâce aux nombreux liens d’amitié tissés comme éditeur et comme responsable des rencontres culturelles de la FNAC, Francis Bueb, grand admirateur de l’écrivain et penseur, mais aussi membre des Brigades internationale durant la guerre d’Espagne et résistant André Malraux, a placé son action sous le signe de l’ancien compagnon et ministre du Général de Gaulle, avec le soutien actif de la fille de celui-ci, Florence Malraux. 
De nombreux artistes et intellectuels français ont contribué au rayonnement du centre installé face au marché Markale, cible de bombardements meurtriers durant le conflit, parmi lesquels Edgar Morin, Jane Birkin, Chris Marker, Bernard-Henri Lévy, Alain Souchon, Leos Carax, Enki Bilal, Rachid Taha, Jean Hatzfeld, Emmanuelle Béart, Jacques Higelin, Jean-Luc Godard, Romain Goupil, Rodolphe Burger, M. CHAT... Le CAM a ainsi été un lieu de rencontre privilégié avec des personnalités intellectuelles, artistiques et politiques de Sarajevo, parmi lesquelles les écrivains Abdulah Sidran, Ozren Kebo ou Miljenko Jergovic, les journalistes du quotidien Oslobodjenje dont son rédacteur en chef pendant le siège Zlatko Dizdarevic, ou le général Jovan Divjak, qui commanda la résistance de la ville aux assiégeants. 
En 2007, un rapport officiel pour le ministère des Affaires étrangères sur le centre André Malraux (rapport d’André Ladousse, inspecteur général honoraire de l’administration des Affaires culturelles à la Direction générale de la coopération internationale et du développement du ministère des affaires étrangères et européennes, septembre 2007) note que «son action repose sur un fonds de relations intellectuelles et culturelles bilatérales dont seules quelques grandes institutions du réseau culturel extérieur peuvent se prévaloir» . Le CAM et son importance dans la vie de Sarajevo sont également évoqués dans le livre de dessins Les Tramways de Sarajevo, voyage en Bosnie-Herzégovine de Jacques Ferrandez.

## Activités
Lieu d’activisme culturel et de débats, le CAM est également un lieu d’enseignement.  Les cours de français sont de loin les plus importants mais le centre dispense également des cours de bosniaque pour les francophones, et d’autres langues. qui connaît un grand succès dans les années ayant suivi sa création. Dirigé par Bueb avec à ses côtés comme directrice adjointe la traductrice Ziba Galijasevic, le centre André Malraux organise des concerts, des projections, des expositions, dans ses locaux, dans la capitale bosniaque et en France, accueille des étudiants, des chercheurs et des journalistes. 
Il fonctionne grâce à une association, Paris-Sarajevo-Europe, présidée par l’éditrice Maren Sell, puis la journaliste Nicole du Roy, puis l’écrivain et homme politique Jorge Semprun jusqu’à la mort de celui-ci en 2011, puis par François Cremieux, directeur d’hôpital et ancien casque bleu en Bosnie-Herzégovine. Les locaux du centre André Malraux à Sarajevo sont aussi dépositaires de nombreux dons ou prêts d’artistes plasticiens ou de designers de renom. Parmi ses multiples activités le CAM organise en 2000-2003 les Ateliers du cinéma, où notamment Dominique Païni et Alain Bergala assurent des formations.

## Rencontres européennes du livre
Un des membres les plus actifs de l’association, l’écrivain et éditeur Jean-Marie Laclavetine, joue un rôle majeur dans l’organisation de, 2000 à 2009, des Rencontres Européennes du Livre de Sarajevo, avec le soutien du Collège international des traducteurs littéraires d’Arles et, les premières années, du Festival Etonnants Voyageurs de Saint-Malo. Ces Rencontres font suite aux Salons du livre de la jeunesse d’abord mis en place par le CAM. Elles accueillent, entre autres, André Brink, Svetlana Alexievitch, Patrice Chéreau, Michael Cimino, Erri De Luca, Patrick Deville, Assia Djebar, Colum McCann, François Maspero, Juan Goytisolo, Aleksandar Hemon, Abdelwahab Meddeb, Antoine Gallimard, Hanif Kureishi, Alberto Manguel, Predrag Matvejevic, Jeanne Moreau, Orhan Pamuk, Jean Rolin, Olivier Rolin, Elias Sanbar, Boualem Sansal, Danis Tanovic.  
Les deux premières Rencontres donneront lieu à la publication en 2002 des Carnets de Sarajevo chez Gallimard. Jean-Luc Godard, dont plusieurs films sont inspirés par la guerre en Bosnie et ses suites, notamment Forever Mozart et Le Pont des soupirs, réalise Notre Musique durant l’édition 2004 des Rencontres. 

## Hommages et développement
En 2005, le centre Pompidou organise un hommage à l’action du CAM sous l’intitulé « Le Centre André Malraux, une diplomatie d’exception ». La même année, le CAM lance une importante opération d’aménagement urbain et d’activité culturelle dans la ville de Stolac en Herzégovine, particulièrement affectée par le conflit et ses séquelles. Durant une décennie, cette initiative connaitra de nombreux développements avec la mise en place de Les Jardins de Stolac, Jardin de l’Europe, opération pilotée par le paysagiste Gilles Clément, des partenariats avec de nombreux organismes d’enseignement européens, et l’organisation d’un festival chaque été. 
En 2008, le CAM fait l’objet d’une mission parlementaire qui, dans son rapport, relève l’importance et la pertinence de ses activités. Fin 2009, le centre André Malraux organise l'exposition « Notre Histoire » qui réunit des images des grands photographes ayant couvert le siège de Sarajevo, dont  Alexandra Boulat, Patrick Chauvel, Enrico Dagnino, Luc Delahaye, Zijah Gafic, Ron Haviv, Milomir Kovacevic, Christopher Morris, James Nachtwey, Gilles Peress, Gérard Rondeau, Klavdij Sluban, Laurent Van der Stockt. 
En 2010, Francis Bueb est nommé citoyen d’honneur de Sarajevo par la ville. En 2014, Francis Bueb et son équipe organisent une des dernières grandes initiatives du centre André Malraux de Sarajevo à l’occasion du lancement des cérémonies du centenaire de la grande guerre et l’opération « 1914-2014, Sarajevo cœur de l’Europe ». C’est notamment l’occasion de la présentation du film Les Ponts de Sarajevo, sélection officielle du festival de Cannes 2014, réalisé sous la direction artistique de Jean-Michel Frodon, vice-président de Paris-Sarajevo-Europe. Le 28 juin 2014, centenaire de l’assassinat de l’archiduc à Sarajevo, le photographe Gérard Rondeau présente l’exposition «Résonnance, du Chemin des Dames à Sarajevo».

## Financement et difficultés institutionnelles
Financé durant les années 1990 et le début des années 2000 en partie par des fonds publics français, grâce à des mécènes au premier rang desquels agnes b. et le CCFD-Terre solidaire, et par les cours de langue, le centre André Malraux rencontre des difficultés croissantes de financement dès lors que les Balkans ne sont plus un centre d’intérêt politique et médiatique majeur. À partir de 2008, le CAM lance plusieurs opérations de levée de fonds et appels à la générosité publique, avant d’entrer en négociations avec le Ministère des affaires étrangères en vue d’un rapprochement avec le Service culturel de l’Ambassade de France en  Bosnie-Herzegovine. Destiné à sauver le centre André Malraux, cette opération verra finalement en 2014 son absorption par les services diplomatiques avec la transformation du centre André Malraux en Institut Français de Bosnie-Herzégovine, le départ forcé de Francis Bueb et la fin de l’esprit et des initiatives qui avaient fait la singularité du lieu. 

## Filmographie
L’aventure du centre André Malraux et de son fondateur a fait l’objet en 2011 d’un film documentaire de Robin Hunzinger, Notre résistance.